# Стів Джонсон (баскетболіст)
Кларенс Стівен Джонсон (англ. Clarence Stephen Johnson, нар. 3 листопада 1957, Акрон, Огайо, США) — американський професіональний баскетболіст, що грав на позиціях важкого форварда і центрового за низку команд НБА.

## Ігрова кар'єра
На університетському рівні грав за команду Орегон Стейт (1976–1981) під керівництвом тренера із Зали слави Ральфа Міллера. У сезоні 1980-1981 забив 74,6% своїх кидків, що стало рекордом NCAA, який був побитий лише 2017 року Девонте Кекоком з Університету Північної Кароліни. 
1981 року був обраний у першому раунді драфту НБА під загальним 7-м номером командою «Канзас-Сіті Кінгс». Захищав кольори команди з Канзас-Сіті протягом наступних 3 сезонів.
З 1984 по 1985 рік грав у складі «Чикаго Буллз».
1985 року перейшов до «Сан-Антоніо Сперс», у складі якої провів наступний сезон своєї кар'єри.
Наступною командою в кар'єрі гравця була «Портленд Трейл-Блейзерс», за яку він відіграв 3 сезони. 1988 року взяв участь у матчі всіх зірок НБА.
З 1989 по 1990 рік грав у складі «Міннесота Тімбервулвз».
Частину 1990 року виступав у складі «Сіетл Суперсонікс».
Останньою ж командою в кар'єрі гравця стала «Голден-Стейт Ворріорс», до складу якої він приєднався 1990 року і за яку відіграв один сезон.

## Статистика виступів в НБА
| * | Лідер ліги |

### Регулярний сезон
| Сезон             | Команда                   | GP  | GS  | MPG  | FG%   | 3P%  | FT%  | RPG | APG | SPG | BPG | PPG  |
| ----------------- | ------------------------- | --- | --- | ---- | ----- | ---- | ---- | --- | --- | --- | --- | ---- |
| 1981–82           | «Канзас-Сіті Кінгс»       | 78  | 50  | 22.3 | .613  | –    | .642 | 5.9 | 1.2 | 0.5 | 1.1 | 12.8 |
| 1982–83           | «Канзас-Сіті Кінгс»       | 79  | 21  | 19.5 | .624  | –    | .574 | 5.0 | 1.2 | 0.5 | 1.1 | 11.7 |
| 1983–84           | «Канзас-Сіті Кінгс»       | 50  | 12  | 17.9 | .553  | –    | .571 | 5.0 | 1.3 | 0.4 | 1.0 | 9.6  |
| 1983–84           | «Чикаго Буллз»            | 31  | 9   | 19.2 | .571  | –    | .582 | 5.4 | 0.6 | 0.5 | 0.7 | 9.4  |
| 1984–85           | «Чикаго Буллз»            | 74  | 54  | 22.4 | .545  | .000 | .718 | 5.9 | 0.9 | 0.5 | 0.8 | 10.0 |
| 1985–86           | «Сан-Антоніо Сперс»       | 71  | 55  | 25.7 | .632* | –    | .694 | 6.5 | 1.3 | 0.6 | 0.9 | 13.8 |
| 1986–87           | «Портленд Трейл-Блейзерс» | 79  | 74  | 29.7 | .556  | –    | .698 | 7.2 | 2.0 | 0.6 | 1.0 | 16.8 |
| 1987–88           | «Портленд Трейл-Блейзерс» | 43  | 33  | 24.4 | .529  | .000 | .586 | 5.6 | 1.3 | 0.4 | 0.7 | 15.4 |
| 1988–89           | «Портленд Трейл-Блейзерс» | 72  | 11  | 20.5 | .524  | –    | .527 | 5.0 | 1.5 | 0.3 | 0.6 | 10.0 |
| 1989–90           | «Міннесота Тімбервулвз»   | 4   | 0   | 4.3  | .000  | –    | –    | 0.8 | 0.3 | 0.0 | 0.0 | 0.0  |
| 1989–90           | «Сіетл Суперсонікс»       | 21  | 0   | 11.5 | .533  | –    | .600 | 2.4 | 0.8 | 0.1 | 0.2 | 5.6  |
| 1990–91           | «Голден-Стейт Ворріорс»   | 24  | 8   | 9.5  | .540  | –    | .595 | 2.4 | 0.7 | 0.2 | 0.2 | 3.8  |
| Усього за кар'єру | Усього за кар'єру         | 626 | 327 | 21.8 | .572  | .000 | .634 | 5.5 | 1.2 | 0.5 | 0.8 | 11.7 |

### Плей-оф
| Сезон             | Команда                   | GP | GS | MPG  | FG%  | 3P% | FT%   | RPG  | APG | SPG | BPG | PPG  |
| ----------------- | ------------------------- | -- | -- | ---- | ---- | --- | ----- | ---- | --- | --- | --- | ---- |
| 1985              | «Чикаго Буллз»            | 3  | 0  | 7.3  | .286 | –   | 1.000 | 1.7  | 0.7 | 0.0 | 0.0 | 2.0  |
| 1986              | «Сан-Антоніо Сперс»       | 3  | 0  | 17.7 | .333 | –   | .455  | 2.0  | 0.7 | 0.0 | 0.3 | 5.0  |
| 1987              | «Портленд Трейл-Блейзерс» | 4  | 4  | 34.3 | .459 | –   | .628  | 10.0 | 0.5 | 0.5 | 0.3 | 20.8 |
| 1989              | «Портленд Трейл-Блейзерс» | 3  | 0  | 11.3 | .250 | –   | 1.000 | 2.0  | 0.0 | 0.7 | 0.0 | 2.3  |
| Усього за кар'єру | Усього за кар'єру         | 13 | 4  | 18.9 | .407 | –   | .627  | 4.4  | 0.5 | 0.3 | 0.2 | 8.5  |